# Parque Nacional El Veladero

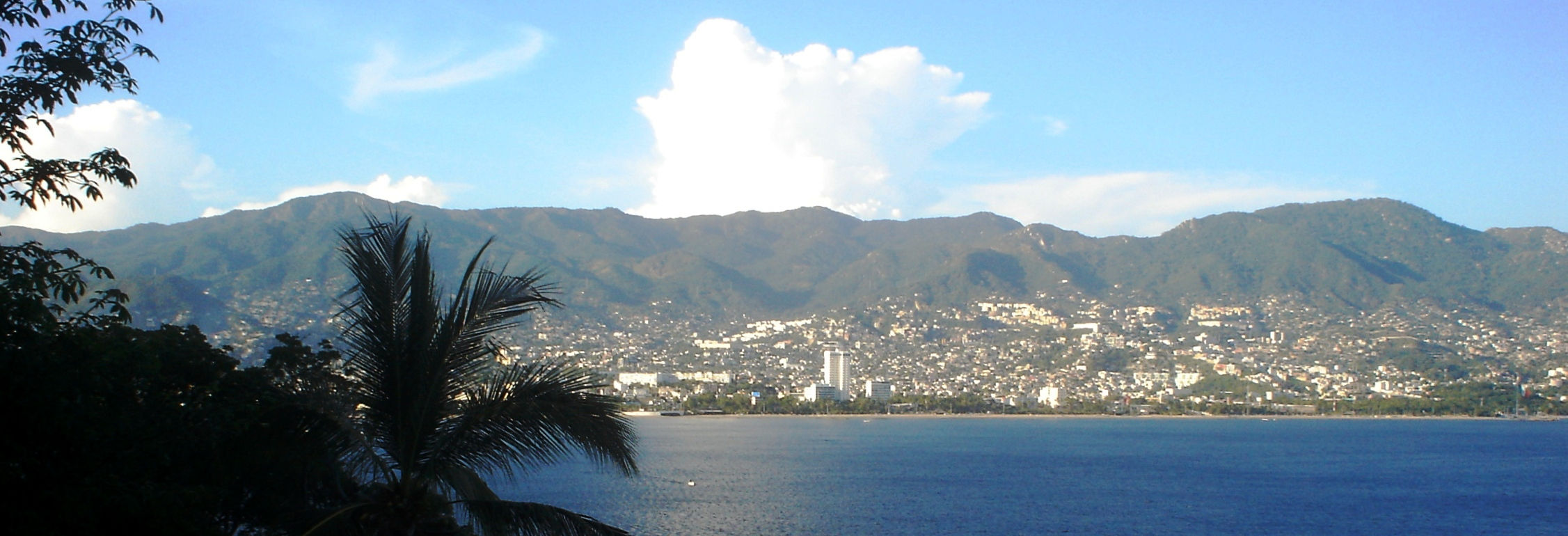
O Parque Nacional El Veladero visto da baía de Santa Lúcia

O Parque Nacional El Veladero é uma área protegida do México, localizada na parte superior da baía de Santa Lúcia, no porto de Acapulco. 

## Patrimônio local
Possui uma área de 3 159 hectares. Dentro do parque existe uma cidade que leva o mesmo nome, proveniente de numerosos assentamentos que em diversas ocasiões têm ameaçado a conservação ecológica do lugar.